# Konstantyn III (król Szkocji)

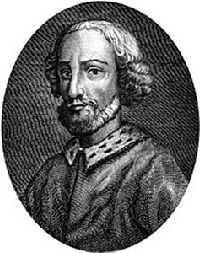
Konstantyn III

Konstantyn III, zwany łysym (średn. gael. Causantín mac Cuiléin) (ur. ok. 970, zm. 997 w Rathinveramond) - król Szkocji (Alby) od 995 do śmierci. 
Był synem Cuilena, króla Szkocji w latach 967–971 i nieznanej z imienia kobiety. Tron objął w 995 roku po śmierci swojego poprzednika Kennetha II. Według Jana z Fordun, który pisał w XIV wieku, to Konstantyn III zlecił zabójstwo Kennetha II, jednak informacja ta jest bardzo niepewna. Według roczników Tigernacha Konstantyn III, po 18 miesiącach panowania, zginął podczas bitwy w  Rathinveramond.